# Michael Colgrass
Michael Colgrass (Chicago, 22 aprile 1932 – Toronto, 2 luglio 2019) è stato un musicista, compositore e docente canadese nato negli Stati Uniti.

## Biografia
La sua carriera musicale iniziò a Chicago come musicista jazz (1944-49). Si laureò all'Università dell'Illinois (1954) con un diploma come percussionista e maestro in composizione, studiando con Darius Milhaud all'Aspen Festival e Lukas Foss a Tanglewood. Lavorò due anni come timpanista nella Seventh Army Symphony a Stoccarda, in Germania e poi trascorse undici anni a sostenere le sue attività di composizione come percussionista free-lance a New York, dove le sue esperienze di esecutore includevano gruppi molto vari come la New York Philharmonic Orchestra, The Metropolitan Opera, Dizzy Gillespie, la serie Stravinsky Conducts Stravinsky della Modern Jazz Recording Orchestra e numerosi gruppi di balletto, opera e jazz. Organizzò le sezioni di percussioni per le registrazioni e i concerti di Gunther Schuller, nonché per le registrazioni e anteprime di nuovi lavori di John Cage, Elliott Carter, Edgard Varèse e Harry Partch. Durante il suo periodo newyorkese continuò a studiare composizione con Wallingford Riegger (1958) e Ben Weber (1958-60).
Colgrass ricevette commissioni dalla New York Philharmonic e la Boston Symphony Orchestra (due volte), così come dalle orchestre di Minnesota, Detroit, San Francisco, St.Louis, Pittsburgh, Washington, D.C., Toronto (due volte), National Arts Center Orchestra (due volte), Canadian Broadcasting Corporation, Lincoln Center Chamber Music Society, Manhattan e Muir String Quartets, Brighton Festival in Inghilterra, dalle Fondazioni Fromm e Ford, Corporation for Public Broadcasting, e numerose altre orchestre, gruppi da camera, gruppi corali e solisti.
Tra i lavori della maturità, Crossworlds (2002) per flauto, pianoforte e orchestra commissionato dalla Boston Symphony Orchestra e presentato in anteprima con i solisti Marina Piccinini e Andreas Heafliger. Nel 2003 ha diretto la prima della sua nuova versione per orchestra da camera delle Variazioni Bach-Goldberg con i membri della Toronto Symphony Orchestra. Le anteprime più recenti sono Side by Side (2007) per clavicembalo, pianoforte alterato (un pianista) e orchestra, commissionato dall'Esprit Orchestra, The Boston Modern Orchestra Project e The Richmond Symphony con la solista Joanne Kong. La première di Toronto si è svolta il 13 maggio 2007 sotto la direzione di Alex Pauk e la première di Boston il 2 novembre 2007 con Gil Rose. Si ricorda anche Pan Trio, per steel drum, arpa e percussioni (marimba/vibrafono), eseguito anteprima a Toronto il 21 maggio 2008 da Soundstreams Canada e con il virtuoso di Pans Liam Teague. Il suo lavoro è anche presente nella registrazione di Mark Hetzler 2015 Blues, Ballads and Beyond.
Ideò un sistema di insegnamento della creatività musicale per l'infanzia. I suoi articoli su queste attività sono apparsi su Music Educators Journal (settembre 2004) e Adultita, una rivista musicale didattica italiana. Inoltre scrisse un certo numero di opere destinate ad  essere eseguite da bambini.
Come autore Colgrass scrisse My Lessons with Kumi, un libro di esercizi/narrativa, delineando le sue tecniche per l'esecuzione e la creatività. Impartì anche seminari in tutto il mondo sulla psicologia e sulla tecnica dell'esecuzione.
Si esibì con il gruppo di Harry Partch.
Colgrass visse a Toronto, nell'Ontario, in Canada e fu noto a livello internazionale come compositore. Era sposato con Ulla, giornalista redattrice di musica. Il loro figlio Neal è giornalista e sceneggiatore.
Era un compositore associato del Canadian Music Center.

## Premi ed onorificenze
Vinse il Premio Pulitzer per la musica nel 1978 per il suo pezzo sinfonico Déjà vu, che fu commissionato e presentato in anteprima dalla New York Philharmonic. Inoltre ottenne un Emmy Award nel 1982 per un documentario della PBS,  Soundings: The Music of Michael Colgrass. Altri premi includono due Guggenheim Fellowship, un Rockefeller Grant, il primo premio nelle competizioni di Barlow e Sudler International Wind Ensemble e il premio Jules Léger del 1988 per Nuova Musica da Camera.

## Lavori

### Composizioni per solista
- Mystic With a Credit Card (1980) 6'30"
- Tales of Power(1980) 24'
- Te Tuma Te Papa (1994) 12'
- Wild Riot of the Shaman's Dreams (1992) 8'
- Wolf (1976) 17'

### Canzoni
- Mystery Flowers of Spring (1985) 4'
- New People (1969) 18'
- Night of the Raccoon (1979) 14'

### Musica da camera
- Flashbacks A Musical Play (1979) 35'
- A Flute in the Kingdom of Drums and Bells(1994) 35'
- Folklines: A Counterpoint of Musics for String Quartet (1988) 22'
- Hammer & Bow (1997) 10'
- Light Spirit (1963) 8'
- Memento (1982) 16'
- Pan Trio (2008)
- Rhapsody (1962) 8'
- Strangers: Irreconcilable Variations for Clarinet, Viola and Piano (1986) 24'
- Variations for Four Drums and Viola (1957) 17'
- Wind Quintet (1962) 8'

### Orchestra
- As Quiet As (1966) 14'
- Bach-Goldberg Variations 30'
- Ghosts of Pangea (2002) 22'
- Letter From Mozart (1976) 16'
- The Schubert Birds (1989) 18'

### Solista e orchestra
- Arias (1992) 26'
- Auras (1972) 15'
- Chaconne (1984) 26'
- Concertmasters (1974) 22'
- Crossworlds (2002) 32'
- Deja vu (1977) 18'
- Delta (1979) 20'
- Memento (1982) 16'
- Rhapsodic Fantasy (1964) 8'
- Side by Side (2007) 22'
- Snow Walker for Organ and Orchestra (1990) 20'

### Coro e orchestra
- Best Wishes USA (1976) 34'
- Theater of the Universe (1972) 18'
- Image of Man (1974) 20'
- The Earth's A Baked Apple (1969) 10'

### Gruppo di fiati
- Arctic Dreams (1991) 24'
- Dream Dancer (2001) 22'
- Raag Mala (2005) 14’
- Urban Requiem per quartetto di sassofoni ed gruppo di fiati (1995) 28'
- Winds of Nagual (1985): Una favola musicale sugli scritti di Carlos Castaneda (1985) 25'

### Giovane band
- Apache Lullaby (2003) 4'45"
- Bali (2005) 8’
- The Beethoven Machine (2003) 6'
- Gotta Make Noise (2003) 3'30"-45'
- Old Churches (2000) 5'30"

### Teatro musicale
- Something's Gonna Happen (1978) 45'
- Virgil's Dream (1967) 35'

### Percussioni
- Chamber Music for Percussion Quintet (1954) 5'
- Concertino for Timpani (1953) 10'
- Fantasy Variations (1961) 12'
- Inventions on a Motive (1955) 8'
- Percussion Music (1953) 5'
- Three Brothers (1951) 4'
- Variations for Four Drums and Viola (1957) 17'

## Studenti importanti
- John Bergamo